# Lara de Wit
Lara de Wit (Durban, 6 juni 1983) is een Australisch pianist, violist, componist en muziekleraar. Ze werkte tot 2015 voor Opera Australia als repetitor. De Wit is bekend van haar YouTubekanaal en Twitchkanaal "Lara6683" waar ze covers van soundtracks van videospellen en animeseries post.
In 2012 publiceerde De Wit haar eerste album Game On: 2 Player mode, een collectie van videogamecovers gespeeld op piano en viool. Het album werd geproduceerd en gearrangeerd samen met de Amerikaanse violist Taylor Davis. In 2014 startte De Wit met het produceren van singles.

## Biografie
Lara de Wit is geboren in Durban (Zuid-Afrika). Als kind verhuisde ze samen met haar familie naar Sydney in Australië. De Wit speelt de piano sinds ze zes jaar oud was, en startte met het bespelen van de viool toen ze 9 was. Op de middelbare school studeerde ze "3 Unit Music" en specialiseerde ze in componeren. Nadat ze haar AMusA haalde in 1999 studeerde De Wit aan de Universiteit van New South Wales en behaalde aldaar haar Bachelor of Music.

## Carrière
Tussen 2011 en 2015 was De Wit een pianist en repetitor voor Opera Australia's tour "Oz Opera". Ze trad op met het Australia Ensemble en toerde door Australië met andere artiesten. De Wit regisseerde, dirigeerde, componeerde en speelde keyboard in verschillende professionele theatergroepen, waaronder een theatergroep die toerde in China en Japan. Sinds 2015 is ze muziekleraar op een Australische middelbare school.

### Bekendheid van YouTube
Lara de Wit startte haar Youtubekanaal op 18 februari 2009 om covers van videospellen te laten zien. Het kanaal heeft in februari 2021 meer dan 380.000 volgers, meer dan 52 miljoen views en 825 video's. Dankzij het succes van haar kanaal werd ze uitgenodigd om samen met Kyle Landry en Taylor Davis op te treden op E3 Expo 2012. De Wit trad ook op met pianist Kyle Landry op de "Movie Music Night" en "Anime Music Night" in Singapore.